# Nematobola
Nematobola é um gênero de mariposa pertencente à família Acrolepiidae.